# Serge Beynaud
 (février 2025).
La mise en forme du texte ne suit pas les recommandations de Wikipédia : il faut le « wikifier ».
Les points d'amélioration suivants sont les cas les plus fréquents. Le détail des points à revoir est peut-être précisé sur la page de discussion.
- Les titres sont pré-formatés par le logiciel. Ils ne sont ni en capitales, ni en gras.
- Le texte ne doit pas être écrit en capitales (les noms de famille non plus), ni en gras, ni en italique, ni en « petit »…
- Le gras n'est utilisé que pour surligner le titre de l'article dans l'introduction, une seule fois.
- L'italique est rarement utilisé : mots en langue étrangère, titres d'œuvres, noms de bateaux, etc.
- Les citations ne sont pas en italique mais en corps de texte normal. Elles sont entourées par des guillemets français : « et ».
- Les listes à puces sont à éviter, des paragraphes rédigés étant largement préférés. Les tableaux sont à réserver à la présentation de données structurées (résultats, etc.).
- Les appels de note de bas de page (petits chiffres en exposant, introduits par l'outil «  Source ») sont à placer entre la fin de phrase et le point final[comme ça].
- Les liens internes (vers d'autres articles de Wikipédia) sont à choisir avec parcimonie. Créez des liens vers des articles approfondissant le sujet. Les termes génériques sans rapport avec le sujet sont à éviter, ainsi que les répétitions de liens vers un même terme.
- Les liens externes sont à placer uniquement dans une section « Liens externes », à la fin de l'article. Ces liens sont à choisir avec parcimonie suivant les règles définies. Si un lien sert de source à l'article, son insertion dans le texte est à faire par les notes de bas de page.
- La présentation des références doit suivre les conventions bibliographiques. Il est recommandé d'utiliser les modèles {{Ouvrage}}, {{Chapitre}}, {{Article}}, {{Lien web}} et/ou {{Bibliographie}}. Le mode d'édition visuel peut mettre en forme automatiquement les références.
- Insérer une infobox (cadre d'informations à droite) n'est pas obligatoire pour parachever la mise en page.

Pour une aide détaillée, merci de consulter Aide:Wikification.
Si vous pensez que ces points ont été résolus, vous pouvez retirer ce bandeau et améliorer la mise en forme d'un autre article.
Serge Beynaud (parfois appelé Créatair, Beno, La benomania, L’ambassadeur du coupé-décalé, Le King et anciennement Le mannequin des arrangeurs, L'arrangeur trois fois pointinini et L'arrangeur sexinini), de son vrai nom Guy Serge Beynaud Gnolou, né le 19 septembre 1987 à Yopougon (Abidjan), est un chanteur, compositeur et arrangeur d'afropop et d'afrobeat ivoirien. Il est considéré comme un leader dans le milieu du coupé-décalé et de la musique urbaine.Serge Beynaud s’est bâti une réputation de patron en investissant également dans l’immobilier et en s’engageant pour les jeunes à travers sa fondation

## Début
Serge Beynaud grandit dans une famille qui croit en lui et très vite sa passion pour la musique se révèle. Son père lui offre, dès son jeune âge, un jouet qui marquera ses premiers pas dans la musique : un piano. « J’ai commencé à apprendre quelques notes là-dessus, et mon père s’est rendu compte que je créais des mélodies. Il s’est dit que son fils avait quelque chose et m’a ensuite offert un piano semi-pro. Voilà comment je suis d’abord devenu pianiste, puis le reste a suivi. L’appétit est venu en mangeant », se souvient l’artiste. Il commence à s’intéresser à ce métier et malgré les difficultés auxquelles il doit faire face, il réussit à intégrer un studio de production en tant qu’arrangeur. Son talent ne fait aucun doute et dès 2006, Beynaud devient l’un des arrangeurs incontournables de la musique urbaine ivoirienne. Son succès lui fait signer des collaborations  avec plusieurs artistes renommés du mouvement zouglou et coupé décalé  dont feu Douk Saga, l’un des ténors de ce genre qui lui fera personnellement appel pour la composition de son projet musical. Serge Beynaud, fort de toute cette gratifiante expérience décide de lancer officiellement une carrière musicale et cette fois ci en tant que chanteur. Cet énième challenge est une sacrée réussite dès le premier single, Serge Beynaud est acclamé par la critique et le public. Aujourd’hui encore il demeure l'un des poids lourds incontestables du coupé-décalé jusque hors des frontières du continent africain. En octobre 2018, l’artiste a célébré ses 10 ans de carrière à Paris dans la mythique salle de l’Elysée Montmartre.
Son genre musical est le coupé-décalé, mais il est fortement influencé par l'Afropop.

## Biographie
Serge Beynaud naît à Yopougon, dans le nord d'Abidjan, dans la région des Lagunes. Né d'un père militaire, il compose des chansons depuis son enfance. Surnommé « le mannequin de kotto » pour son style vestimentaire chic et dandy, il est une des figures emblématiques du mouvement coupé-décalé. Serge Beynaud est de l'ethnie bété.
Serge Beynaud commence sa carrière en tant qu'arrangeur pour plusieurs artistes ivoiriens. C'est en 2009 qu'il se lance sous les projecteurs avec sa chanson Kouman lébé, un véritable succès en Afrique; depuis lors, il ne cesse de monter dans le classement des musiques et des danses urbaines africaines.
Serge Beynaud signe ensuite sur le label de David Monsoh, Obouo Music, et sort son premier album Seul Dieu en 2012. L'album contient les titres Corrigé corrigé (produit par lui-même), Tchokora (produit par lui-même), Coupé Décalé (en référence au genre musical qui le fait connaître) et Loko Loko (produit par lui-même). Cet album est considéré par la communauté coupé-décalé comme l'un des meilleurs classiques du genre.

## Carrière
Serge Beynaud oscille dans ses productions entre le coupé-décalé et l'Afropop. Il a produit des morceaux pour de nombreux artistes comme DJ Arafat, Debordo Leekunfa, Bebi Philip, Mix Premier, Molare...
Son premier album, Seul Dieu sort le 10 décembre 2012 avec les singles Corrigé corrigé et Tchokora rencontre un franc succès auprès des mélomanes et lui donne une visibilité hors du continent,.
Son deuxième album, Talehi, sort durant l'été 2014 et rencontre le succès avec les singles Côté sensible (avec Colonel Reyel) et Kababléké. L'album comporte beaucoup d'invités, parmi lesquels Colonel Reyel et Bebi Philip.
En décembre 2012, Serge Beynaud sort son premier album, Seul Dieu, avec des morceaux produits, intégralement par lui-même. Cet album est l'un des piliers du genre coupé-décalé, qui l'exposa immédiatement et le rend populaire en Afrique.
Talehi, sort le 27 juin 2014 et comporte, notamment, un duo avec l'artiste Français Colonel Reyel intitulé Côté sensible. Le premier single, Talehi. La production de cet album est notamment assurée par Serge Beynaud lui-même.
Serge Beynaud, qui entretient de bonnes relations avec Bebi Philip, artiste-arrangeur ivoirien avec qui il a travaillé sur l'enregistrement de Koumanlebe l'un de ses premiers singles à succès, qu'il considère comme son grand frère[réf. souhaitée], réalise le single Seul le taf paye.
Il a arrangé des singles de l'artiste Burkinabè Imilo Lechanceux notamment - Mot-de-passe- 2eme partie, soutien aux étalons.

## Discographie

### Albums
- 2012 : Seul Dieu (Obouo Music)
- 2012 : Le Mannequin des Arrangeurs
- 2014 : Talehi (Because Music)
- 2017 : Accelerate (Star Factory Music)

### Singles
- 2010 : Koumanlebe Act 1
- 2011 : Tchokora
- 2012 : Saper Saper; Loko Loko Style; Corrigé corrigé
- 2013 : Côté Sensible (feat. Colonel Reyel); Kababléké; L'argent est trop
- 2014 : Okeninkpin ;  Okeninkpin Act 2
- 2015 : Fouinta Fouite ; Lopangwe (featuring Eddy Kenzo)
- 2016 : Mawa Naya ;Remanbélé ; Maître de ma Life ; Karidjatou
- 2017 : Akrakabo ; Macoumanda ; Matta swagg
- 2018 : Bakamboue ; Babatchai ; Zangoulé ; Na big love (feat. Yemi Alade) ; Carton rouge
- 2019 : Cette année ; Kota na Koto ; Débrouiller Débrouiller ; Kôyôkô ; Zendaka
- 2020 : Lifuende (feat. Yoro Swagg) ; Prends ton temps ; Mundala (feat. Didi B x Elow'n) ; Kointabala ; Ewee (feat. Fior de Bior) ; Ye Dja
- 2021 : En haut ; Zai Kolo ; La Daba (feat. Landry Blessing)
- 2022: C'est Dosé ; Statut visé ; Abacou (feat Aboutou Roots) ; Mokodo

### Collaboration
- 2015 : Au Nom de Quel Amour (Suspect 95)
- 2015 : Venant du Ciel (Supreme Pat Cool)
- 2017 : Zimbolo (Diamond Platnumz)
- 2017 : moutouman moutou  (Meiway)
- 2017 : kiliwe (Iyanya)
- 2018 : Na Big love (Yemi Alade)
- 2018 : C'est l'arrivée qui compte (Mike Alabi)
- 2019 : J'aurai La Victoire (Indira)
- 2020 : Lifuende (Yoro Swagg) "0Telegiuder, Annick Choco
"Waka Jaye, Mike Alabi
- (2020 : Nzoto Sur Patience Ibembo)
- 2020 : Coumba Combe avec Yvan Kouame

Tobina Sur Christy Lova
Beaucoup Largent Sur Jodi
Ploto Nayo Sur Safarel Obiang
Fusion Sur Wawa Salegy
He M'en Gaba Ft Vitale
- 2020 : Afro Youss (DJ Mulukuku)
- 2021 : I Pe Pa (TNT FAMILY)
- 2022 : Zogoda (DJ Moasco)
- 2023 : C Nous Des Boss (Shado Chris)

### Productions
- 2007 : "Bobaraba Deni" (Claire Bahi)
- 2007 : "Anin Melo" (DJ Rodrigue)
- 2008 : "Glissement Yobi Yobi" (Consty DJ)
- 2008 : "Shamakuana" (Vetcho Lolas)
- 2008 : "Kpangor Gorille" (ABM DJ)
- 2009 : "Profitions De La Vie" ( DJ Leo)* 2009 :  Shake Your Body (Debordo Leekunfa)

## Récompenses et nominations
- 2014 : Kundé d'Or du meilleur artiste de l'Afrique de l'ouest
- 2014 : Kundé d'Or : meilleur featuring de l'intégration africaine
- 2015 : All Africa Music Awards : best dance in a video (Okeninkpin)
- 2015 : AFROCA Music Awards : meilleur révélation
- 2016 : Poro Music Awards : meilleur artiste masculin
- 2016 : Awards du coupé-décalé : chanson de l'année
- 2016 : MTV Awards : meilleur artiste francophone
- 2016 : OSCARS de la musique ivoirienne: meilleur artiste masculin[13]
- 2016 : All Africa Music Awards : Best male West Africa
- 2016 : BET Awards : Best International Act: Africa
- 2016 : KORA Awards : meilleur artiste de l'Afrique de l'ouest
- 2017 : Distinction honorifique : chevalier dans l'ordre du mérite culturel[14]

- 2018 : Primud d'or : meilleur artiste coupé-décalé

- 2020 : Primud : Meilleur feat urbain

Debordo Leekunfa, Claire Bahi, Molare, Vitale, S Kelly
- 2023 : 6e édition des Africans Talent Awards : meilleur artiste francophone[15],[16]
- 2025 : Africa Music & Chart: « c’est dosé » : single de platine
- « môkôdô » : single d’or
- « Lifuende » feat Yoro Swag : single d’or